# Močvarna brusnica
Močvarna brusnica (mahovnica, cretna borovnica, lat. Vaccinium oxycoccos) zimzeleni vodeni žbunić puzave stabljike iz roda borovnice. Rasprostranjena je u hladnim, sjevernim regijama Europe, Azije i Sjeverne Amerike. Lišće je jajasto, gore zeleno i dolje sjajno sivo. Plod je sitna bobica, crvena, okrugla ili jajasta, sočna i kisela. Uglavnom se razmnožava vegetativno. Aljaski Indijanci su je koristili u kuhanju kitove masti i ikre.

## Sinonimi
- Oxycoca vulgaris Raf.
- Oxycoccus europaeus Pers.
- Oxycoccus intermedius (A.Gray) Rydb.
- Oxycoccus ovalifolius (Michx.) A.E.Porsild
- Oxycoccus oxycoccos (L.) MacMill.
- Oxycoccus oxycoccos var. intermedius Farw.
- Oxycoccus palustris Pers.
- Oxycoccus palustris var. intermedius (A.Gray) Howell
- Oxycoccus palustris var. macrophyllus Gugn.
- Oxycoccus palustris var. melanocarpus Stepanov
- Oxycoccus palustris subsp. microphyllus (Lange) Á.Löve & D.Löve
- Oxycoccus palustris var. ovalifolius (Michx.) F.Seym.
- Oxycoccus quadripetalus f. bulbosus Lekav. & Butkus
- Oxycoccus quadripetalus f. conicus Lekav. & Butkus
- Oxycoccus quadripetalus f. deltoidaeus Lekav. & Butkus
- Oxycoccus quadripetalus f. elongato-ovoidaeus Lekav. & Butkus
- Oxycoccus quadripetalus f. guttatus Lekav. & Butkus
- Oxycoccus quadripetalus var. microphyllus (Lange) Porsild
- Oxycoccus quadripetalus f. obovatus Lekav. & Butkus
- Oxycoccus vulgaris Bong.
- Schollera europaea (Pers.) Steud.
- Schollera oxycoccos (L.) Roth
- Schollera paludosa Baumg.
- Vaccinium oxycoccos var. hispidulum Castigl.
- Vaccinium oxycoccos var. intermedium A.Gray
- Vaccinium oxycoccos subsp. microphyllum (Lange) Feilberg
- Vaccinium oxycoccos var. microphyllum (Lange) J.Rousseau & Raymond
- Vaccinium oxycoccos var. ovalifolium Michx.

- V. oxycoccos
- V. oxycoccos
- V. oxycoccos
- V. oxycoccos

## Vanjske poveznice
- Vaccinium oxycoccos
- Plants pof the World online
- Cranberry

|  | Zajednički poslužitelj ima još gradiva o temi Vaccinium oxycoccos |
|  | Wikivrste imaju podatke o taksonu Vaccinium oxycoccos             |